# Lost to Apathy
Lost to Apathy è un Ep della band melodic death metal svedese Dark Tranquillity, pubblicato nel 2004 dalla Century Media.
Le canzoni "Lost to Apathy", "Derivation TNB" e la versione remixata di "The Endless Feed" sono state tutte registrate durante la lavorazione dell'album Character. "Undo Control" invece è estratta dal dvd Live Damage. L'album include anche il video di "Lost to Apathy" e uno screensaver della band.
La lega di wrestling All Japan Pro Wrestling usa "Lost to Apathy" come sottofondo ai crediti finali del loro show settimanale "Battle Banquet"

## Tracce
1. Lost to Apathy − 4:37
2. Derivation TNB − 3:25
3. The Endless Feed (chaos seed remix) − 3:56
4. Undo Control (live in Cracovia, Polonia) − 5:25

### Contenuti multimediali
1. "Lost to Apathy" (video)
2. Dark Tranquillity screensaver

## Formazione
- Mikael Stanne - voce
- Niklas Sundin - chitarra
- Michael Nicklasson - basso
- Martin Henriksson - chitarra
- Martin Brandstrom - tastiere
- Anders Jivarp - batteria